# Стокгольм (Південна Дакота)
Стокгольм (англ. Stockholm) — місто (англ. town) в США, в окрузі Ґрант штату Південна Дакота. Населення — 102 особи (2020).

## Географія
Стокгольм розташований за координатами 45°6′11″ пн. ш. 96°47′54″ зх. д. / 45.10306° пн. ш. 96.79833° зх. д. (45.103038, -96.798352).  За даними Бюро перепису населення США в 2010 році місто мало площу 1,14 км², з яких 1,12 км² — суходіл та 0,02 км² — водойми.

## Демографія
Згідно з переписом 2010 року, у місті мешкало 108 осіб у 48 домогосподарствах у складі 27 родин. Густота населення становила 94 особи/км².  Було 55 помешкань (48/км²).
Расовий склад населення:
| - 91,7 % — білих - 2,8 % — корінних американців |

До двох чи більше рас належало 4,6 %. Частка іспаномовних становила 0,9 % від усіх жителів.
За віковим діапазоном населення розподілялося таким чином: 21,3 % — особи молодші 18 років, 59,3 % — особи у віці 18—64 років, 19,4 % — особи у віці 65 років та старші. Медіана віку мешканця становила 41,5 року. На 100 осіб жіночої статі у місті припадало 145,5 чоловіків;  на 100 жінок у віці від 18 років та старших — 129,7 чоловіків також старших 18 років.
За межею бідності перебувало 48,2 % осіб, у тому числі 60,0 % дітей у віці до 18 років та 45,5 % осіб у віці 65 років та старших.
Цивільне працевлаштоване населення становило 45 осіб. Основні галузі зайнятості: роздрібна торгівля — 24,4 %, будівництво — 17,8 %, виробництво — 11,1 %, освіта, охорона здоров'я та соціальна допомога — 11,1 %.